# Ірина Гургула
Ірина Гургула (1908, с. Бурканів, нині Україна — 27 лютого 1980, с. Томашівці, нині Україна) — українська учителька, слуга Божа греко-католицької церкви.

## Життєпис
Закінчила Львівську вчительську семінарію. Працювала учителькою української і німецької мови.
27 лютого 1980 Ірину разом з чоловіком о. Анатолієм Гургулою були піддані жорстоким тортурам, внаслідок чого в пожарищі хати, яка згоріла дотла, вони згоріли. У 1992 році реабілітована.

### Беатифікаційний процес
Від 2001 року триває беатифікаційний процес прилучення Ірини Горгули до лику блаженних.